# Ancistrus multispinis
Ancistrus multispinis är en fiskart som först beskrevs av Regan 1912.  Ancistrus multispinis ingår i släktet Ancistrus och familjen Loricariidae. Inga underarter finns listade i Catalogue of Life.